# Elmira Heights
Elmira Heights és una població dels Estats Units a l'estat de Nova York. Segons el cens del 2000 tenia 4.170 habitants.

## Demografia
Segons el cens del 2000, Elmira Heights tenia 4.170 habitants, 1.874 habitatges, i 1.053 famílies. La densitat de població era de 1.412,3 habitants/km².
Dels 1.874 habitatges en un 29% hi vivien nens de menys de 18 anys, en un 39% hi vivien parelles casades, en un 12,6% dones solteres, i en un 43,8% no eren unitats familiars. En el 37,9% dels habitatges hi vivien persones soles el 18,4% de les quals corresponia a persones de 65 anys o més que vivien soles. El nombre mitjà de persones vivint en cada habitatge era de 2,22 i el nombre mitjà de persones que vivien en cada família era de 2,96.
Per edats la població es repartia de la següent manera: un 24,6% tenia menys de 18 anys, un 7,9% entre 18 i 24, un 28,7% entre 25 i 44, un 20,5% de 45 a 60 i un 18,3% 65 anys o més.
L'edat mediana era de 38 anys. Per cada 100 dones de 18 o més anys hi havia 82,5 homes.
La renda mediana per habitatge era de 29.015 $ i la renda mediana per família de 36.250 $. Els homes tenien una renda mediana de 32.135 $ mentre que les dones 21.788 $. La renda per capita de la població era de 16.334 $. Entorn del 7,1% de les famílies i el 9,8% de la població estaven per davall del llindar de pobresa.